# Suits (8.ª temporada)
A oitava temporada do drama legal norte-americano Suits foi ordenada em 30 de janeiro de 2018  e começou a ser transmitida pela USA Network nos Estados Unidos em 18 de julho de 2018. 
A temporada é a primeira na história da série a ver grandes mudanças no elenco com as saídas de Patrick J. Adams e Meghan Markle no final da temporada anterior. Após suas saídas, três atores foram promovidos ao papel principal: Amanda Schull, anteriormente atriz recorrente, como Katrina Bennett,  Dulé Hill, personagem recorrente na temporada anterior, como Alex Williams,  e Katherine Heigl como Samantha Wheeler, nova personagem que é apresentada na estréia da temporada. 

## Elenco e personagens
| - Gabriel Macht como Harvey Specter - Rick Hoffman como Louis Litt - Sarah Rafferty como Donna Paulsen - Amanda Schull como Katrina Bennett - Dulé Hill como Alex Williams - Katherine Heigl como Samantha Wheeler | - Wendell Pierce como Robert Zane - Rachael Harris como Sheila Sazs - Aloma Wright como Gretchen Bodinski - Ray Proscia como Dr. Stan Lipschitz - Jake Epstein como Brian Altman | - David Costabile como Daniel Hardman - Abigail Spencer como Dana Scott - Gary Cole como Cameron Dennis - Jeffrey Nordling como Eric Caldor - Usman Ally como Andrew Malik - Neal McDonough como Sean Cahill - Sasha Roiz como Thomas Kessler |

## Episódios
| N.º geral | N.º na temp. | Título                                                            | Dirigido por        | Escrito por                                     | Exibição original       | Audiência (milhões) |
| --- | ------------ | ----------------------------------------------------------------- | ------------------- | ----------------------------------------------- | ----------------------- | ------------------- |
| 109 | 1            | "Right-Hand Man" "O braço direito" (BR)                           | Christopher Misiano | Aaron Korsh                                     | 18 de julho de 2018     | 1.27                |
| A empresa recém-incorporada tem um conflito de interesses entre dois clientes, que Harvey e Robert usam como concorrência para decidir qual deles se torna sócio-gerente. Harvey e Robert adquirem a ajuda de seus braços-direitos Alex e Samantha, respectivamente, para convencer um dos clientes a abandonar a divisão sobreposta que causa o conflito. Tanto Alex quanto Samantha estão determinados a solidificar sua pretensão de se tornar o próximo sócio nominal, o que introduz os advogados da Specter Litt nas táticas de Samantha. Donna ajuda Harvey a ver que ele está cansado da visão no topo da montanha, fazendo com que ele conceda a Robert. Katrina pede para ser incumbida de demitir os associados menos eficientes, mas fica complicado quando o associado favorito de Louis, Brian, acaba na parte de baixo da lista. |              |                                                                   |                     |                                                 |                         |                     |
| 110 | 2            | "Pecking Order" "Hierarquia" (BR)                                 | Michael Smith       | Genevieve Sparling                              | 25 de julho de 2018     | 1.18                |
| Um velho amigo de Mike vem pedindo socorro quando faltam 50 milhões de dólares para um novo empreendimento, Harvey suspeita que seu parceiro de negócios fez o dinheiro desaparecer, mas Robert teme que ele confie demais no amigo de Mike e, secretamente, coloca Samantha no caso também. Enquanto os dois advogados discutem a estratégia certa para encontrar a parte culpada, Donna pede a ajuda de Gretchen para descobrir quem exatamente Samantha. Sheila pede a Louis que lute pelo cargo de sócio-gerente, o que traz à luz as preocupações de Louis sobre sua dinâmica de relacionamento. Enquanto isso, Alex tenta provar seu valor tentando roubar Gavin Andrews, um dos ex-clientes mais importantes de Robert, do tempo da Rand Kaldor Zane. |              |                                                                   |                     |                                                 |                         |                     |
| 111 | 3            | "Promises, Promises" "Promessas e mais promessas" (BR)            | Roger Kumble        | Rob LaMorgese & Marshall Knight                 | 1 de agosto de 2018     | 1.16                |
| Harvey descobre que a faxineira da empresa não recebe os pagamentos de suas horas extras, e que ela precisa do dinheiro para os custos médicos de sua mãe, por causa de um título de gerente dado a ela por David Fox, proprietário da empresa. Enquanto os outros sócios nominais e Donna dizem não para ele, Harvey começa uma briga com Fox. Alex é bem sucedido na assinatura de Gavin Andrews, mas ele é imediatamente encarregado de realizar um plano criado por Gavin para lavar dinheiro. Alex implora a Samantha para ajudá-lo a encontrar uma saída sem demiti-lo como cliente, o que seria contraproducente na reputação da nova firma. Mais tarde, Samantha informa que Robert à prometeu o título de sócia nominal. Enquanto isso, é dada a chance de Katrina provar seu valor para o sócia sênior. |              |                                                                   |                     |                                                 |                         |                     |
| 112 | 4            | "Revenue Per Square Foot" "Receita por metro quadrado" (BR)       | Michael Smith       | Ethan Drogin                                    | 8 de agosto de 2018     | 1.09                |
| Louis e Sheila estão tentando engravidar. Enquanto está a caminho de um jantar com um cliente e Robert, Louis é assaltado. Seu orgulho o impede de dizer a Robert o que realmente aconteceu. Robert então atribui o cliente de Louis a Samantha como uma punição, mas os dois acabam trabalhando juntos no caso. Samantha percebe que ele está se comportando de maneira estranha e informa Harvey sobre isso, o que levou Harvey a fornecer um lugar seguro para que Louis ficasse limpo, embora Samantha tenha o apoio mais valioso de todos ao ensinar autodefesa a Louis. Harvey ajuda Alex a contratar um novo cliente para melhorar sua posição junto a Robert, que não gosta da forma como o fez e exige que Alex deixe o cliente ou esqueça o cargo de sócio nominal. Donna ajuda Robert a ver que seu microgerenciamento fez com que seus parceiros anteriores o apunhalassem pelas costas, sugerindo que ele fizesse as coisas de maneira diferente desta vez. |              |                                                                   |                     |                                                 |                         |                     |
| 113 | 5            | "Good Mudding" "Boa lama" (BR)                                    | Valerie Weiss       | Sharyn Rothstein                                | 15 de agosto de 2018    | 1.15                |
| A filha de Alex, Joy, está suspensa da escola e passa o dia no escritório. Alex pede para Samantha ficar de olho nela. Samantha é a pessoa mais legal do escritório na perspectiva de Joy. Depois de se unirem a experiências semelhantes, Samantha acaba usando Joy para seu depoimento, o que afeta Alex do jeito errado. Após um confronto, Samantha percebe que o que ela fez foi errado e diz a Joy que seu pai é o mais legal. Mais tarde, Alex informa Samantha sobre a promessa de Harvey para ele e eles declaram abertamente um concurso para o cargo de sócio nominal. Harvey sai para representar seu irmão quando sua cunhada pede divórcio, o que se torna um doloroso lembrete dos comportamentos secretos de sua família. Enquanto isso, depois que Sheila pede a ele para fazer um check-up de fertilidade, Louis é instruído a renunciar aos banhos de lama para aumentar as chances de conceber. |              |                                                                   |                     |                                                 |                         |                     |
| 114 | 6            | "Cats, Ballet, Harvey Specter" "Gatos, balé, Harvey Specter" (BR) | Emile Levisetti     | Garrett Schabb                                  | 22 de agosto de 2018    | 1.22                |
| Depois de ouvir que o divórcio de seu irmão ainda está acontecendo, Harvey ataca Louis quando ele pede para que ele o substitua em uma reunião para que ele possa passar a tarde com Sheila. Louis então decide que é hora de os dois trabalharem em seu relacionamento. Depois que uma sessão compartilhada com Lipschitz dá errado, Harvey vai à terapia sozinho e percebe que teme que Louis o deixe quando tiver um bebê, como Jessica, Mike, Rachel e sua cunhada o deixaram. Alex recomenda Samantha para um caso pró-bono que Donna mantém perto de seu coração porque a caridade de sua melhor amiga está envolvida. A frágil amizade entre Samantha e Donna é ameaçada quando a primeira suspeita de algo obscuro aparece e Samantha atua sobre seus instintos por trás das costas de Donna. Katrina aprende o valor da amizade quando Brian a auxilia no caso que determinará seu futuro como sócia sênior. |              |                                                                   |                     |                                                 |                         |                     |
| 115 | 7            | "Sour Grapes" "Vinho azedo" (BR)                                  | Gabriel Macht       | Ian Deitchman & Kristin Robinson                | 29 de agosto de 2018    | 1.13                |
| David Fox pede ajuda a Harvey para comprar um prédio de seu concorrente sem que ele saiba que ele está por trás, o que leva Harvey a descobrir o motivo por trás do duro exterior de David. Donna pede a Samantha que se junte ao caso para compensar a relutância de Harvey em criar um vínculo familiar entre os advogados, em preparação para o próximo voto de sócio nominal. Alex se junta a Robert em sua vinha quando este último quer processar o homem que deveria entregar barris para o seu vinho, mas ao não fazê-lo, todo o vinho de Robert azedou. Robert suspeita de motivações racistas por trás do atraso na entrega e tem dificuldade em aceitar o conselho de Alex. Um teste de gravidez com um falso positivo faz com que Louis e Sheila discutam como vão educar seus filhos em relação às diferentes religiões. |              |                                                                   |                     |                                                 |                         |                     |
| 116 | 8            | "Coral Gables" "Coral Gables" (BR)                                | Christopher Misiano | Marshall Knight & Rob LaMorgese                 | 5 de setembro de 2018   | 1.30                |
| Samantha planeja impressionar Robert roubando a cliente de seu antigo chefe Eric Caldor, mas ele a coloca em um canto ameaçando revelar que ela uma vez enterrou provas, o que ela fez para manter uma inocente fora da prisão. Samantha planeja silenciar a arma fumegante de Eric, Betty Palmer, uma ex-colega dela que tentou impedi-la de volta no dia e cuja carreira Samantha destruiu em resposta. Samantha tem que aceitar a derrota quando Harvey, que tem ajudado no caso, coloca o pé no chão e se recusa a deixá-la mais uma vez destruir a vida de Betty. Louis é jogado para dar uma volta quando o especialista em fertilidade de Sheila acaba sendo seu valentão do ensino médio, fazendo com que ele se volte para Lipschitz em busca de orientação. Gretchen contempla se aposentar. |              |                                                                   |                     |                                                 |                         |                     |
| 117 | 9            | "Motion to Delay" "Moção de adiamento" (BR)                       | Christopher Misiano | Aaron Korsh & Genevieve Sparling                | 12 de setembro de 2018  | 1.07                |
| Tommy Bratton procura a Zane Specter Litt com uma ação judicial alegando que Robert e Harvey conspiraram para subornar Frank Gallo a entrar em evidências fabricadas. As tensões profissionais entre Samantha e Alex aumentam quando eles acabam em lados opostos de Dexhart Insurance contra Gavin Andrews, mas Robert ordena a um deles que deixe seu cliente cair para apresentar uma frente unida contra Bratton. No entanto, quando se torna claro que Samantha incitou seu cliente a processar Gavin, as tensões atingem o maior valor de todos os tempos e todos os parceiros são atraídos quando o caso reacende a questão crucial de quem será nomeado como sócio. Katrina é oficialmente uma sócia sênior e ela pede que Brian se torne seu associado. Juntos, eles assumem uma grande empresa de moda que desmembra o trabalho de um pequeno designer, o que força Katrina a encarar seus crescentes sentimentos por Brian quando ele a salva de se abrir para a exposição. |              |                                                                   |                     |                                                 |                         |                     |
| 118 | 10           | "Managing Partner" "Sócio-gerente" (BR)                           | Silver Tree         | Aaron Korsh & Ethan Drogin                      | 19 de setembro de 2018  | 1.08                |
| Robert e Harvey concordam em deixar Samantha e Alex se enfrentarem no tribunal para decidir quem será o novo sócio nominal. Flashbacks revelam que, com o FBI empurrando-a para entregar provas, Samantha uma vez salvou a carreira de Robert ao planejar uma aquisição quando os antigos parceiros de sua antiga firma implicaram Robert em sua lavagem de dinheiro. Samantha deliberadamente se recolheu desde que ainda não era sua vez, resultando assim em Robert devendo-a. Enquanto Alex ganha o caso devido a Samantha mostrar a Gavin Andrews alguma piedade por sua família, Samantha pressiona Robert a desconsiderar o acordo e promovê-la de qualquer maneira. Consciente de que a batalha está prestes a dividir a empresa, Donna orquestra um plano para tornar Louis sócio-gerente e fazer com que ele promova Alex e Samantha, que concordam em estabelecer uma frente única na empresa. Sheila tem a chance de ser promovida a reitora e anuncia que está grávida. |              |                                                                   |                     |                                                 |                         |                     |
| 119 | 11           | "Rocky 8" "Rocky 8" (BR)                                          | Roger Kumble        | Michael L. Kramer                               | 23 de janeiro de 2019   | 0.82                |
| Harvey e Robert trabalham em um caso contra Andrew Malik. Harvey diz a Louis sobre o caso e Louis diz que ele confia em Harvey e que vai ganhar. Um dos clientes mais antigos de Louis, Thomas Kessler, vem visitá-lo. Louis dá a questão do contrato para Alex e Donna trata de encontrar um Conselho Geral. Donna encontra um novo Conselho Geral para a companhia de Thomas. Malik está acusando um promotor de boxe chamado Jeff Allen. O pugilista de Allen, Ricky, deu uma briga e Malik afirmou que era ideia de Allen fazer isso. Ricky tem danos cerebrais de anos de boxe. Harvey e Robert vão ao escritório de Malik e entregam-lhe um acordo, que ele não pode recusar. O acordo vai arruinar Malik, mas as acusações são retiradas contra os clientes de Harvey. |              |                                                                   |                     |                                                 |                         |                     |
| 120 | 12           | "Whale Hunt" "Caça às baleias" (BR)                               | Valerie Weiss       | Ian Deitchman & Kristin Robinson                | 30 de janeiro de 2019   | 0.91                |
| Brian e Katrina trabalham em um caso de violação de direitos autorais em que uma empresa de perfumes plagiou o produto de outro. Há uma tensão romântica entre eles, que se sentem incomodamente atraídos um pelo outro. Nenhum deles é capaz de combatê-lo completamente, nem são capazes de levá-lo para o próximo passo. Um jogo de pôquer traz Harvey e Louis juntos para conquistar Steve como cliente, que Harvey vence, mas, enquanto isso, ambos entendem que precisam andar de mãos dadas. Samantha e a esposa de Alex formam uma ligação por causa de um caso. Alex disse a Samantha que ele ficaria de fora do caso porque isso poderia custar-lhes o relacionamento. No caso, Samantha não se contenta com menos quando a esposa de Alex está perfeitamente bem e satisfeita com a quantia. Alex convence Samantha e eles ganham. |              |                                                                   |                     |                                                 |                         |                     |
| 121 | 13           | "The Greater Good" "O bem maior" (BR)                             | Darren Grant        | Garrett Schabb                                  | 6 de fevereiro de 2019  | 0.77                |
| Harvey e Donna são pegos na situação quando seu sócio Stu está sendo chantageado por seu colega de trabalho Nick sobre manipulação de ações, o que afeta a empresa. Harvey vai conversar com Sean Cahill. Acontece que Harvey usou seus muitos favores com Sean, incluindo tirar a liberdade de Mike da prisão. Se Nick decidir confessar a manipulação de ações de Stu, Sean não tem nenhum problema em colocar as algemas em Harvey. No final, porém, Harvey e Sean acabam trabalhando juntos, afinal, para derrubar Nick por chantagem. Samantha acaba encontrando um rosto familiar com Judy. Judy precisa da ajuda de Samantha em um caso judicial com Cory. Judy quer ajudar outras crianças infelizes, mas ela continuou tentando salvar Samantha. No tribunal, Samantha puxa algumas cordas e consegue diminuir a punição de Corey ao serviço comunitário. Katrina diz a Brian que, daqui a um ano, ele receberá uma promoção e ela encontrará o substituto certo no lugar vazio. Isso significa apenas que eles não podem mais estar perto um do outro. Sentindo-se solitário, Harvey liga para Mike e deixa uma mensagem sincera. |              |                                                                   |                     |                                                 |                         |                     |
| 122 | 14           | "Peas in a Pod" "Iguais" (BR)                                     | Christopher Misiano | Sharyn Rothstein & Jordan Pomaville             | 13 de fevereiro de 2019 | 0.78                |
| Katrina e Samantha estão trabalhando em um caso quando as duas são surpreendidas por Danna Scottie no tribunal. Samantha jura vingança para Scottie. Ela descobre a sujeira em Scottie. Harvey chegou com um acordo para Scottie, mas ela rejeitou sua oferta. Enquanto isso, Alex está tendo problemas com seu próprio caso. No caso dele, o viúvo alega que o dispositivo falhou em notificá-lo sobre o diabetes de sua falecida esposa, que foi culpa da empresa por sua esposa ter morrido. Louis está em conflito porque o Dr. Lipschitz não quer acreditar que possa diagnosticar erroneamente um paciente. Mas para provar que ele ainda é bom em seu trabalho, Louis tem que mostrar que seu cliente é perigoso no estande. Katrina se recusa a jogar truques sujos com Scottie. No final, Samantha faz uma oferta a Scottie que ela não pode recusar. Louis acaba fazendo um acordo com o cliente e salva o Dr. Lipschitz. Em troca, o Dr. Lipschitz promete devolver os e-mails de Louis de maneira rápida e oportuna. Sabendo que o viúvo está certo, Alex garante que seu cliente pague por uma fundação de caridade.           |              |                                                                   |                     |                                                 |                         |                     |
| 123 | 15           | "Stalking Horse" "Laranja" (BR)                                   | Chloe Domont        | Ethan Drogin & Genevieve Sparling               | 20 de fevereiro de 2019 | 0.69                |
| Um dos clientes de Harvey fornece a Thomas Kessler um excelente negócio. No entanto, depois de um acordo quase oficial, Harvey descobre que seu cliente está apenas usando Kessler como um cavalo de perseguição para trazer outra empresa de volta às negociações. Harvey quer se juntar a Alex para fazer a outra empresa voltar, mas Donna fica sabendo sobre o que está acontecendo e não pode deixar de contar a Thomas quando ela descobrir que ele está prestes a rejeitar um acordo melhor em favor do acordo oficial. Durante uma briga sobre sua perda de confiança nele, Harvey e Donna são surpreendidos por Daniel Hardman, que foi contratado pelo ex-cliente de Harvey para processar a empresa por quebrar o privilégio. Samantha tira de sua própria experiência para ajudar Louis a lidar com seu atacante quando o homem é libertado no tribunal, mas suas táticas preocupam Robert. Enquanto isso, Katrina é puxada para o caso solo de Brian e um movimento incomum dela faz Brian perceber que ele não pode desligar seus sentimentos por ela, fazendo com que ele se demita da empresa.                              |              |                                                                   |                     |                                                 |                         |                     |
| 124 | 16           | "Harvey" "Harvey" (BR)                                            | Christopher Misiano | Aaron Korsh & Genevieve Sparling & Ethan Drogin | 27 de fevereiro de 2019 | 0.74                |
| Hardman quer remover a licença de Harvey e voltar para a empresa. Robert planeja colocar o nome de Hardman no prédio de sua empresa anterior, mas é pedido por um ex-sócio para se aposentar para que isso aconteça. Harvey insiste para Thomas que a culpa resida com ele, não com Donna, o que faz com que Thomas questione seu relacionamento. Donna admite que ela quer cortar Harvey de sua vida, mas não tem certeza se será capaz de fazê-lo. No passado, Robert foi contra os desejos de Samantha e mandou seu assaltante para a prisão, onde ele foi assassinado. Sua morte assombra Robert desde então, e posteriormente decide apoiar seu amigo, inventando um plano que salva Harvey na Audiência de Ética, mas faz Robert perder sua licença. Samantha comunica a perda do amor a Harvey, o que lhe permite perceber seus sentimentos por Donna, e ele corre para beijá-la apaixonadamente. |              |                                                                   |                     |                                                 |                         |                     |

## Produção

### Desenvolvimento
Em 25 de maio de 2018, a Entertainment Weekly divulgou uma entrevista com Katherine Heigl em que ela descreveu sua personagem Samantha Wheeler como uma "advogada feroz e enigmática que entra na firma de advocacia central, Zane Specter Litt".  Ela também provocou uma relação antagônica entre Samantha e o principal protagonista, Harvey Specter, e uma "dinâmica desconfortável" com Donna.  O artigo incluía várias imagens exclusivas da primeira temporada e o personagem de Heigl. 
O criador da série, Aaron Korsh, confirmou que Patrick J. Adams não retornará para nenhuma aparição nos primeiros dez episódios da temporada.  No entanto, ele afirmou que ele e Adams discutiram isso e estão abertos para a possibilidade em algum lugar no futuro.  Ao mesmo tempo, ele confirmou que Gina Torres não será a estrela convidada na oitava temporada, nem haverá episódios de crossover, a fim de estabelecer o mundo da série derivada de Chicago, Pearson, como separado do próprio Suits. 

## Audiência
| №  | Título                         | Exibição original       | Rating/share (18–49) | Audiência (em milhões) | DVR (18–49) | Audiência em DVR (milhões) | Total (18–49) | Audiência total (em milhões) |
| -- | ------------------------------ | ----------------------- | -------------------- | ---------------------- | ----------- | -------------------------- | ------------- | ---------------------------- |
| 1  | "Right-Hand Man"               | 18 de julho de 2018     | 0.3                  | 1.27                   | 0.3         | 1.23                       | 0.6           | 2.50                         |
| 2  | "Pecking Order"                | 25 de julho de 2018     | 0.2                  | 1.18                   | 0.3         | 1.21                       | 0.5           | 2.39                         |
| 3  | "Promises, Promises"           | 1 de agosto de 2018     | 0.2                  | 1.16                   | 0.2         | 0.81                       | 0.4           | 1.97                         |
| 4  | "Revenue Per Square Foot"      | 8 de agosto de 2018     | 0.3                  | 1.09                   | 0.2         | 0.87                       | 0.5           | 1.96                         |
| 5  | "Good Mudding"                 | 15 de agosto de 2018    | 0.3                  | 1.15                   | N/A         | 1.21                       | N/A           | 2.36                         |
| 6  | "Cats, Ballet, Harvey Specter" | 22 de agosto de 2018    | 0.3                  | 1.22                   | 0.2         | 0.87                       | 0.5           | 2.10                         |
| 7  | "Sour Grapes"                  | 29 de agosto de 2018    | 0.2                  | 1.13                   | 0.4         | 1.26                       | 0.6           | 2.40                         |
| 8  | "Coral Gables"                 | 5 de setembro de 2018   | 0.3                  | 1.30                   | N/A         | 1.21                       | N/A           | 2.51                         |
| 9  | "Motion to Delay"              | 12 de setembro de 2018  | 0.3                  | 1.07                   | N/A         | 1.25                       | N/A           | 2.32                         |
| 10 | "Managing Partner"             | 19 de setembro de 2018  | 0.3                  | 1.08                   | 0.2         | 1.02                       | 0.5           | 2.10                         |
| 11 | "Rocky 8"                      | 23 de janeiro de 2019   | 0.3                  | 0.82                   | 0.3         | 1.49                       | 0.6           | 2.32                         |
| 12 | "Whale Hunt"                   | 30 de janeiro de 2019   | 0.2                  | 0.91                   | 0.3         | 1.43                       | 0.5           | 2.34                         |
| 13 | "The Greater Good"             | 6 de fevereiro de 2019  | 0.2                  | 0.77                   | 0.2         | 1.05                       | 0.4           | 1.82                         |
| 14 | "Peas in a Pod"                | 13 de fevereiro de 2019 | 0.2                  | 0.78                   | 0.3         | 1.41                       | 0.5           | 2.19                         |
| 15 | "Stalking Horse"               | 20 de fevereiro de 2019 | 0.2                  | 0.69                   | 0.3         | 1.34                       | 0.5           | 2.03                         |
| 16 | "Harvey"                       | 27 de fevereiro de 2019 | 0.2                  | 0.74                   | 0.3         | 1.31                       | 0.5           | 2.05                         |

Notas
1. 1 2 3 4 5  As classificações Live +7 não estavam disponíveis, portanto, as classificações Live +3 foram usadas.